# Брондели (Павија)
Брондели је насеље у Италији у округу Павија, региону Ломбардија.
Према процени из 2011. у насељу је живело 97 становника. Насеље се налази на надморској висини од 82 м.